# Catena del Sengio Alto
La Catena del Sengio Alto è un gruppo delle Piccole Dolomiti nelle Prealpi vicentine, orientato da nord a sud, fra il Pian delle Fugazze e il Passo di Campogrosso.

## Descrizione
Si presenta come una breve catena montuosa di carattere dolomitico, il cui versante orientale è particolarmente roccioso e scosceso, mentre quello occidentale scende più dolcemente verso i boschi e i prati sottostanti.
Da sud a nord possiamo riconoscere le seguenti cime:
- La Sisilla (1621 m), molto caratteristica per la sua parete verticale e per la sovrastante Madonnina
- La Cima delle Ofre (1780 m)
- Il Baffelan (1793 m), caratteristico nella sua forma squadrata e per la sua parete verticale di circa 300 metri
- I Tre Apostoli, tre piccole cime, strette fra Baffelan e Cornetto, poco più basse dei fratelli maggiori
- Il Cornetto (1899 m), la cima più ampia e articolata, oltre che la più alta.

La dorsale è percorsa da nord a sud da un panoramico sentiero d'arroccamento risalente alla prima guerra mondiale, scavato nella nuda roccia e che consente scorci caratteristici sulle pareti a perpendicolo; il sentiero parte dal Passo delle Gane (fra Cima delle Ofre e Baffelan) e arriva fino ai piedi della cima del Cornetto.
Le vie d'accesso sono abbastanza veloci e permettono di raggiungere il sentiero d'arroccamento mediamente in circa un'ora: sono accessibili agli escursionisti, come le due salite dai due versanti, al Passo delle Gane, riservate agli escursionisti con una certa esperienza, e la salita dalla Sella di Nord-Ovest; riservato invece agli alpinisti l'accesso attraverso il Vaio Stretto. Sul massiccio è presente il Rifugio Toni Giuriolo a Campogrosso.

## Escursionismo
Tutta la catena è attraversata dal Sentiero di Arroccamento che collega Campogrosso al Baffelàn, alla cima del Cornetto, a Malga Bovetal ed al Pian delle Fugazze tramite lo snodo del Passo degli Onari.
Il sentiero che dall'Ossario del Pasubio sale al Passo degli Onari, tramite la Sella dell'Emmele è detto Sentiero dell'Emmele 175; da questo si stacca verso sud il sentiero della Loffa 175A (EE).
Il sentiero che da Malga Bovetal sale al Passo degli Onari, attraversa numerose gallerie della Prima Guerra Mondiale con un breve tratto attrezzato (EEA), 176.
Il sentiero che da Campogrosso sale lungo la dorsale è il 149 e prevede due possibilità: la prima è il 149 vero e proprio, che sale ripido il versante ovest di Cima delle Ofre e passa presso le Due Sorelle; oppure le diramazioni 170 e 177 che salgono dal versante est molto più comodamente e si ricongiungono al 149 al Passo di Gane, a monte del Baffelàn. Il proseguimento del sentiero lungo la dorsale prevede l'attraversamento di alcune gallerie e di brevi tratti attrezzati (EEA).
La salita alla vetta del Cornetto avviene per un verticale tratto attrezzato con catena (EEA) e poi comodo sentiero direttamente dalla forcella del Cornetto.

## Alpinismo
Pur essendo un gruppo costituito da modesti rilievi, la catena del Sengio Alto è localmente importante e frequentata soprattutto per l'arrampicata, grazie agli avvicinamenti brevi lungo la strada del Re e il Sentiero di Arroccamento. Generazioni di alpinisti vicentini hanno lasciato la loro traccia sulle guglie del Sengio Alto, tra cui spiccano in particolare Gino Soldà e Raffaele Carlesso; ma è in tempi recenti che la catena è stata veramente esplorata a fondo con l'apertura di itinerari alpinistici moderni e sportivi anche di elevata difficoltà, grazie alla roccia solida, specie sul versante settentrionale.
I due maggiori poli d'attrazione per l'alpinismo sono il Baffelan e il Cornetto, sulle cui pareti e contrafforti sono concentrate la maggior parte delle vie; ma oltre a queste due cime ci sono anche:
Sengio della Sisilla: la prima grande parete posta a nord di Campogrosso, presso il Rifugio Toni Giuriolo ed alla cui base si trova una falesia di alta difficoltà (da 4c a 8a, mediamente 6c/7a).
- Diretta Soldà: la prima via di VI del Sengio Alto; G. Soldà e F. Bertoldi nel 1932. 120 m; VII- o VI/A0.
- Direttissima: G. Magrin e F. Perlotto nel 1980. VI e A2.
- Via Carlesso: R. Carlesso, B. Sandri e T. Fornasa nel 1934. 120 m; VI e A2 o VIII-; variante Soldà: VI; variante Boschetti-Zaltron: VI.
- Via Esperus: Trevisan e Randon nel 1987. 120 m; 6c+ o 6a obbl.
- Manhattan: via sportiva nella sinistra della parete. 6c.

Due Sorelle: due pinnacoli rocciosi situati lungo il versante est di Cima delle Ofre; ai loro piedi c'è una falesia (diversi tiri di 6b e 6c; uno di 4a).
- Camino: Soldà e Bertoldi nel 1928; 40 m; IV.
- Spigolo: fratelli Gino e Italo Soldà nel 1935. 60 m; VII o VI/A0.
- Cristina: Bisson e Bicego nel 1994. 60 m; 6c.

I Apostolo: si tratta della più meridionale di tre piccole punte accanto al Baffelan, caratterizzata da un grosso pilastro roccioso ad est ed una verticale parete rocciosa ad ovest.
- Spigolo est: O. Faccio e S. Michelotto nel 1934, una delle vie più classiche delle Piccole Dolomiti. 170 m; V.
- Via Arcobaleno: Bortoloso e Dalla Valle nel 1988. 170 m; 5+; pp. 6/7+.
- Via Serenella Stenghel: D. Cabas e B. Bernuzzi nel 1991. 160 m; V+/A0 o VI+.
- Via Uno di Noi: M. Bicego e A. Santagiuliana nel 1996. 160 m; 7b, 6b obbl.
- Via Sergio e Carla: Cipirani e Mauri. 150 m; VI e VI+.
- Via dedicata a Franchino: Cipriani e Speri; 85 m; VI+.
- Via Orso Dino: M. Brighente e T. Zanetti nel 2010; 115 m; 6c+, 6a obbl.
- Via Dagmy: F. Spanevello nel 1996; 85 m; V+/A0 o VI+.
- Via Viaggio in paradiso: Brighente, Gianesini e Pasetto nel 2008. 130 m; 6a+; 5c obbl.

II Apostolo: cima intermedia e meno marcata delle due vicine.
- Via Colpo mancino: Brighente, Gianesini e Pasetto nel 2008. 115 m; 6a.
- Via Una Placca per Achille: Cipriani, Sestillini e Piovan nel 2007. 110 m; IV.

III Apostolo: la più settentrionale delle tre punte degli apostoli, che presenta le medesime caratteristiche del I Apostolo.
- Via Cumbre: F. Spanevello e F. Busato nel 1996. 215 m; VI+(A0) e V.
- Via Superbarbiere: Golin, Bonato e Pieropan nel 2003; trattasi di una combinazione di itinerari storici lungo le fessure del pilastro est. 250 m; VII (A0) e VI.
- Spigolo: R. Daniele e G. Scorzato nel 1974, ricalcato dalla Cumbre nella parte alta, ma recentemente restaurato. 200 m; V+/A0 o VI.

I Torre delle Giare Bianche: torrione roccioso situato a nord degli Apostoli, più appartato e meno frequentato.
- Via le ricette di Elena: M. Brighente e S. Genesini nel 2010. 185 m; VI+.
- Via Alba Nueva: F. Spanevello e F. Busato nel 1996. 235 m; VI.

II Torre delle Giare Bianche: gemella della precedente, ma più piccola.
- Via Mission: F. Spanevello e F. Busato nel 1996. 135 m; VI.

Prion del Cornetto: acuminato torrione roccioso poco visibile da Campogrosso, ma ben caratteristico dal sentiero d'arroccamento.
- Via Soldà: G. e I. Soldà nel 1935, per la parete sud-ovest al grosso pilastro della vetta. 150 m; V.
- Via del Coraggio: L. Sgreva e G. Savegnago nel 2008. 165 m; VII+ e A1 o IX.
- Via Soldà: G. e I. Soldà nel 1935, sale alla colata nera al centro della parete. 165 m; V e V+.
- Via dei papà: P. Dani e M. Visonà nel 2007. 290 m; 6c, 5c obbl.

Dente Rotto: detto anche Sasso delle Trenche, sorge alla sommità della lunga cresta che parte dal sentiero della Loffa, poco sopra la strada del Re.
- Via Soldà: G. e I. Soldà nel 1935. 150 m; V e VI.
- Cavalcata dei Denti del Diavolo: itinerario lunghissimo, il più lungo delle Piccole Dolomiti, che percorre tutte le guglie della cresta dei denti. A. F. Castagna con vari compagni nel 2005. 860 m; V, passi di VI.

Torre dell'Emmele: la più caratteristica delle torri del Cornetto per la sua posizione verso nord-est e per il suo aspetto massiccio.
- Via Prime foglie d'autunno: di S. Martini e P. Balduzzo nel 2008. 145 m; VI.
- Spigolo sud-ovest: R. Daniele e G. Scorzato nel 1974; una grande classica delle Piccole Dolomiti. 135 m; IV e V.
- Via Ultime foglie d'autunno: S. Martini e G. Nicolodi nel 2007. 150 m; V+ e pp. VI+.
- Via Soldà: G. e I. Soldà nel 1935; ripresa all'ultimo tiro dalla via seguente. 150 m; V e VI.
- Via della Loffa: A. F. Castagna e G. Scandolara nel 2007. 210 m; V e VI.
- Via attraverso l'Emme...le: A. F. Castagna e G. Roncolato nel 2010. 320 m; VI/A0 o VII.
- Via Supermario: A. F. Castagna, R. Bellotto e M. Brighente nel 1994; ricalca la via seguente nella parte degli strapiombi. 345 m; V e VI.
- Via J.F. Kennedy: G. Soldà e H. Kraus nel 1963; itinerario dedicato alla memoria di John Kennedy da Gino Soldà e dal dottore del presidente, Hans Kraus; oggi in parte abbandonato e occupato dalla via Supermario. 200 m; VI e A1.
- Via Carpaneda: T. e P. Balasso nel 1999. 150 m; V+/A0 o VII.
- Via con calma: T. e P. Balasso nel 2002. 150 m; V e pp. VII.

Pilastro est del Vajo Stretto: si tratta del grande scheggione che racchiude il Vajo Stretto a est e da cui si è staccata la grande frana del 2012.
- Spigolo Noaro: G. Cavion e A. Pojer nel 1957; con lo spigolo Daniele-Scorzato e lo spigolo Soldà al Cornetto è una delle più frequentate vie del massiccio; attacco diretto: A. F. Castagna e R. Ferretto nel 2007. 300 m; IV e V.
- Via dell'amico: A. F. Castagna e G. Roncolato nel 1996. 215 m; V/A0 o VII.
- Via Maica con variante Ciclamini: A. F. Castagna, R. Bellotto e G. Roncolato nel 1996. 215 m; V+.

Torri del Tricorno: gruppo di sommità distinte ed appuntite che sorge ad est della Torre dell'Emmele.
- Cavalcata delle Torri: A. F. Castagna e G. Tararan nel 2007. 510 m; VI-.
- Via cortesia: A. F. Castagna e G. Tararan nel 2007. 300 m; VI-.
- Via JB: A. F. Castagna e G. Tararan. 300 m; V+.

## Classificazione
Secondo la SOIUSA la Catena del Sengio Alto è un gruppo alpino con la seguente classificazione:
- Grande parte = Alpi Orientali
- Grande settore = Alpi Sud-orientali
- Sezione = Prealpi venete
- Sottosezione = Prealpi vicentine
- Supergruppo = Piccole Dolomiti
- Gruppo = Catena del Sengio Alto
- Codice = II/C-32.I-B.5